# Esafluoruro di xeno
L'esafluoruro di xenon, di formula XeF6, è l'ultimo composto binario dello xenon con in fluoro e viene dopo i fluoruri inferiori XeF2 e XeF4; in esso lo xenon raggiunge l'esavalenza e lo stato di ossidazione +6. La sua insolita e complessa struttura molecolare e il ruolo della coppia solitaria dello xenon in questa molecola hanno destato interesse nella comunità accademica.
A temperatura ambiente XeF6 è un solido cristallino incolore, bassofondente (Tfus = 49,25 °C) e facilmente volatile e sublimabile. Allo stato liquido e gassoso è di colore giallo tendente al verde. Ha fortissime proprietà ossidanti e fluoruranti, ed è più reattivo dei due fluoruri inferiori XeF4 e XeF2, ma non è un composto di uso comune. Si decompone rapidamente a contatto con l'acqua.

## Proprietà, struttura molecolare e configurazione elettronica
L'esafluoruro di xenon, come accade pure per gli altri due fluoruri inferiori, è un composto parecchio stabile termodinamicamente, allo stato solido ΔHƒ° = -294 kJ/mol.

### In fase gassosa
A differenza di XeF2 e XeF4, la struttura di XeF6 è stata chiarita, per quanto possibile nella sua complessità, solo dopo vari anni dalla prima sintesi, che avvenne nel 1963. In fase gassosa il composto è monomerico. Si è visto che veniva esclusa una geometria perfettamente ottaedrica, che sottintende una coppia «inerte» di elettroni 5s2 di Xe, cioè una coppia stereochimicamente inattiva nella molecola stessa. All'altro estremo, con una coppia pienamente attiva dal punto di vista stereochimico in una molecola come questa (tipo AX6E), il modello VSEPR prevedrebbe una struttura piramidale a base pentagonale, per la presenza di sei coppie elettroniche di legame e di una coppia di elettroni non condivisa. Studi di diffrazione elettronica in fase gassosa mostrano che la lunghezza del legame Xe−F è di 189,0 pm, un valore un po' minore di quello per XeF4 (195,3 pm) e di quello per XeF2 (197,73 pm), con un progressivo lieve accorciamento che va in parallelo al crescere dello stato di ossidazione dello Xe centrale.
Gli stessi studi, combinati con calcoli teorici, indicano che allo stato fondamentale la simmetria molecolare è però C3v, mentre una struttura con simmetria Oh è situata a un'energia di pochissimo superiore, suggerendo come il minimo della superficie di energia potenziale della molecola sia piuttosto piatto e una molecola molto probabilmente flussionale. Secondo Konrad Seppelt, specialista di chimica dei gas nobili e del fluoro, "la miglior descrizione della struttura è quella di una coppia di elettroni mobile che si sposta su facce e spigoli dell'ottaedro e lo distorce in modo dinamico."

### In stati condensati
In soluzione, studi di spettroscopia RMN 129Xe e 19F indicano che il composto assume una struttura tetramera, con quattro atomi equivalenti di xenon disposti ai vertici di un tetraedro, attorniati da 24 atomi di fluoro che si scambiano continuamente di posizione.  XeF6 è ben solubile in acido fluoridrico, a 30 °C si raggiunge una concentrazione di ≈ 30% in moli e la soluzione mostra una certa conducibilità elettrica; come possibile spiegazione, viene ipotizzata la presenza in soluzione di ioni [XeF5]+ e [HF2]−.
Allo stato solido XeF6 è polimorfo e cristallizza in 6 possibili modificazioni, alcune delle quali sono schematizzabili come contenenti ioni XeF5+ e ioni F− a ponte.

## Sintesi
XeF6 veniva originariamente preparato mantenendo per lungo tempo una miscela di Xe/F2 1:20 ad alta temperatura (250-300 °C) e sotto pressione (6 MPa, ≈ 60 atm) in un recipiente di nichel. Si è poi trovato che usando NiF2 come catalizzatore la reazione si può condurre anche a 120 °C, con un rapporto Xe/F2 molto più basso, 1:5.
Un'altra possibilità consiste nell'eseguire la fluorurazione dello xenon in presenza di NaF a 50 °C per un giorno: si ottiene Na2XeF8, il quale viene poi decomposto termicamente a 120 °C, dando l'esafluoruro:
Na2XeF8   →   2 NaF + XeF6

## Reattività
In generale XeF6 è più reattivo di XeF2 e XeF4, ed è caratterizzato da forti proprietà ossidanti e fluoruranti. XeF6 è un composto stabile che si può conservare per tempo illimitato in recipienti di nichel. Non si può conservare in recipienti di vetro o quarzo, dato che reagisce con la silice fino a formare XeO3, che è pericolosamente esplosivo:
2 XeF6 + SiO2 → 2 XeOF4 + SiF4
2 XeOF4 + SiO2 → 2 XeO2F2 + SiF4
2 XeO2F2 + SiO2 → 2 XeO3 + SiF4

### Idrolisi
Anche a contatto con l'acqua XeF6 reagisce rapidamente e vigorosamente formando, per stadi successivi, l'ossitetrafluoruro XeOF4, il diossidifluoruro XeO2F2, che però non è facilmente isolabile dalla miscela, e in fine il triossido XeO3:
XeF6 + H2O → XeOF4 + 2 HF
XeOF4 + H2O → XeO2F2 + 2 HF
XeO2F2 + H2O → XeO3 + 2 HF
In soluzione fortemente alcalina il decorso della reazione di idrolisi è diverso, si ha disproporzione dello xenon e formazione dello ione perxenato, dove lo xenon raggiunge lo stato di ossidazione +8:
2 XeF6 + 16 OH− → XeO64− + Xe + O2 + 12 F− + 8 H2O

### Come donatore di ioni fluoruro
In queste reazioni si formano cationi fluorurati dello xenon. XeF6 reagisce con vari pentafluoruri come ad esempio RuF5, AsF5, SbF5, VF5 e PtF5.  Si ha la formazione del catione XeF5+, isoelettronico e isostrutturale con IF5:
XeF6 + RuF5 → [XeF5]+[RuF6]−
È noto anche il catione [Xe2F11]+.

### Come accettore di ioni fluoruro
In queste reazioni si formano anioni fluorurati dello xenon. La capacità di accettare ioni fluoruro è caratteristica di XeF6, mentre in XeF2 questo tipo di reattività è assente, e in XeF4 sono noti solo pochi casi. Con i fluoruri di sodio e potassio XeF6 reagisce per formare direttamente lo ione ottafluoroxenato(VI), XeF82−:
2 NaF + XeF6 → Na2XeF8
2 KF + XeF6 → K2XeF8
Lo ione XeF82- ha la struttura di un antiprisma quadrato, come si deduce dall'analisi diffrattometrica dei raggi X su un monocristallo dell'ottafluoroxenato di nitrosonio [N≡O+]2[XeF8]2−. Questi sali di Na e K sono meno stabili degli analoghi composti di cesio e rubidio, che formano dapprima gli eptafluoroxenati:
CsF + XeF6 → CsXeF7
RbF + XeF6 → RbXeF7
questi ultimi per pirolisi, rispettivamente a 50 °C e 20 °C, formano gli ottafluoroxenati di colore giallo:
2 CsXeF7 → Cs2XeF8 + XeF6
2 RbXeF7 → Rb2XeF8 + XeF6
La stabilità di questi ottafluoroxenati alcalini aumenta all'aumentare del numero atomico del metallo; i sali Cs2XeF8 e Rb2XeF8 sono i più stabili composti di xenon sinora conosciuti, e si decompongono solo per riscaldamento oltre 400 °C. In presenza di acqua, questi sali si decompongono formando vari prodotti contenenti xenon e ossigeno.